# Paraleptomenes nurseanus
Paraleptomenes nurseanus är en stekelart som beskrevs av Giordani Soika 1970. Paraleptomenes nurseanus ingår i släktet Paraleptomenes och familjen Eumenidae. Utöver nominatformen finns också underarten P. n. montanus.